# Libe-libe-là
Libe-libe-là è il quinto album (quarto in studio) del duo italiano Cochi e Renato, pubblicato nel 1977.

## Descrizione
L'album contiene le medesime tracce del precedente album Ritornare alle 17, del 1976, con la sola aggiunta della titletrack Libe-libe-là.
L'album è stato pubblicato nel 1977 dall'etichetta discografica Derby in una sola edizione, in formato LP, con numero di catalogo DBR 82192.
Dall'album è stato estratto il singolo, anch'esso in una sola edizione, Libe-libe-là/A Lourdes, pubblicato sempre dalla Derby, in formato 7", con numero di catalogo DBR 5479.

## Tracce
1. Libe-libe-là – 4:07 (Cochi Ponzoni, Enzo Jannacci, Renato Pozzetto)
2. L'inquilino – 4:43 (Cochi Ponzoni, Enzo Jannacci, Renato Pozzetto)
3. Il Pino – 6:33 (Cochi Ponzoni, Enzo Jannacci, Renato Pozzetto)
4. Sturmtruppen – 2:40 (Enzo Jannacci)
5. Generale Pizza – 2:55 (Cochi Ponzoni, Enzo Jannacci, Renato Pozzetto)
6. Cos'è la vita – 4:00 (Enzo Jannacci, Massimo Boldi)
7. Stella stellina – 4:03 (Cochi Ponzoni, Enzo Jannacci, Renato Pozzetto)
8. La moto – 3:58 (Dario Fo, Enzo Jannacci)
9. A Lourdes – 5:04 (Cochi Ponzoni, Enzo Jannacci, Renato Pozzetto)

Durata totale: 38:03

## Formazione
- Cochi Ponzoni - voce, chitarra
- Renato Pozzetto - voce, chitarra
- Enzo Jannacci - arrangiamenti

## Edizioni
- 1977 - Libe-libe-là (Derby, DBR 82192, LP)